# Anomala citrina
Anomala citrina är en skalbaggsart som beskrevs av Lansberge 1883. Anomala citrina ingår i släktet Anomala och familjen Rutelidae. Inga underarter finns listade i Catalogue of Life.